# Autoridade de Segurança Alimentar e Económica
A Autoridade de Segurança Alimentar e Económica (ASAE) é a autoridade administrativa de Portugal especializada para as áreas de segurança alimentar e fiscalização económica. A ASAE é um órgão de polícia criminal, dependente do Ministério da Economia, responsável pela avaliação e comunicação dos riscos na cadeia alimentar, bem como pela disciplina do exercício das actividades económicas nos sectores alimentar e não alimentar.
A ASAE actua como órgão de fiscalização e de controlo de mercado nas seguintes áreas de intervenção:
- Segurança Alimentar;
- Turismo e Práticas Comerciais;
- Segurança de Produtos e Instalações;
- Propriedade Intelectual e Propriedade Industrial.

A ASAE emite regularmente comunicados relacionados com riscos da segurança alimentar. A ASAE funciona coordenadamente com a EFSA (Agência Europeia para a Segurança dos Alimentos).
Como regulador, a ASAE promove diversas acções de fiscalização que asseguram o cumprimento da legislação vigente pelas entidades dos sectores alimentar e não alimentar.
Assume-se como uma entidade que se guia pelos princípios da independência científica, da precaução, da credibilidade e transparência e da confidencialidade.
Entre 2006 e 30 de setembro de 2013, mais de 329 mil operadores económicos foram fiscalizados. Em oito anos, ultrapassou as 56 mil operações, o registo de mais de 120 mil infrações, quase sete mil detenções e apreensões no valor de 160 milhões de euros. Mais de 329 mil operadores económicos foram fiscalizados, traduzindo a instauração de mais de 88 mil processos de crime e contraordenação.

## Organização
A ASAE está sedeada em Lisboa, exercendo a sua actividade em todo o território nacional de Portugal. As regiões autónomas dos Açores e da Madeira, dispôe de órgãos próprios que desempenham as funções da ASAE nos respectivos territórios, com excepção da inspecção de jogos e da fiscalização dos produtos para a produção de vinhos que são da exclusiva competência da ASAE em todo o território nacional.
A ASAE é dirigida por um Inspector-Geral, do qual dependem:
1. Subinspector-Geral Director Científico para os Riscos na Cadeia Alimentar;
2. Subinspector-Geral para a Logística e Administração;
3. Subinspector-Geral para a Área Técnica;
4. Direcção de Serviços de Planeamento e Controlo Orçamental;
5. Unidade Regional Norte (sedeada no Porto);
6. Unidade Regional do Centro (sedeada em Coimbra);
7. Unidade Regional do Sul (sedeada em Lisboa).
8. Unidade Nacional de Inspeção e Investigação Criminal

## História
As origens da ASAE remontam, pelo menos, à secção de Polícia de Inspecção Administrativa criada em 1893, na Polícia Civil de Lisboa, por decreto do Rei D. Carlos I. A Polícia de Inspecção Administrativa tinha já missões muitos semelhantes às da atual ASAE, sendo responsável pelo combate aos delitos económicos e contra a saúde pública.
No âmbito da reforma dos serviços policiais de 1918, é criada a Polícia Administrativa (também referida como "Polícia Administrativa e Sanitária"), sucedendo à Polícia de Inspecção Administrativa de Lisboa, mas, desta vez, com âmbito nacional. A Polícia Administrativa integra-se numa repartição diretamente dependente da Direcção-Geral de Segurança Pública (DGSP), chefiada pelo diretor da Polícia Administrativa.
Em 1931, é criada, junto da Intendência-Geral da Segurança Pública (que sucedeu à DGSP como órgão central da Polícia), a Inspecção-Geral dos Serviços de Fiscalização dos Géneros Alimentícios (IGSFGA) para a defesa da saúde pública, com o objetivo principal de combater a falsificação de alimentos.
A dispersão da Polícia Cívica em várias polícias, leva à autonomização da Polícia de Segurança Pública (PSP) em 1935, a qual herda, também, as competências das antigas Polícia Administrativa e IGSFGA.
As dificuldades dos abastecimentos provocadas pela Segunda Guerra Mundial, levam à necessidade de introduzir o seu racionamento em Portugal. A falta de abastecimentos leva ao aumento de crimes como o açambarcamento e a especulação. Com o objetivo de coordenar o racionamento dos abastecimentos e de combater a criminalidade económica daí resultante, é criada, em 1943, a Intendência-Geral dos Abastecimentos (IGA), no seio do Ministério da Economia. A IGA também assume as competências de fiscalização económica que tinham ficado com a PSP em 1935.
Com o fim progressivo dos racionamentos dos abastecimentos, entre o final da década de 1940 e o início da década de 1950, a IGA deixa, logicamente, de ter a função de os coordenar, focando-se nas missões gerais de prevenção e a repressão das atividades delituosas contra a economia e contra a saúde pública.
Em 1965, a IGA foi reestruturada e transformada na Inspecção-Geral das Actividades Económicas (IGAE).
Depois do 25 de abril de 1974, a IGAE sofre um processo de "saneamento", sendo afastados alguns dos seus elementos conotados com o Estado Novo. Ao mesmo tempo, a IGAE é reestruturada, transformando-se na Direcção-Geral da Fiscalização Económica (DGFE). Em 1984 a DGFE passa a designar-se "Direcção-Geral de Inspecção Económica (DGIE)".
A 1993, no âmbito do seu processo de modernização, a DGIE sofre uma profunda reestruturação, voltando à designação de "Inspecção-Geral das Actividades Económicas". Ao longo dos tempos, a elevada eficiência, demonstrada pela IGAE, faz com que sejam para ela transferidas funções de fiscalização em setores antes atribuídos a outros departamentos públicos.
Na sequência da concentração de funções fiscalizadoras na IGAE, a mesma absorve, em 2005, a Direcção-Geral de Fiscalização e Controlo da Qualidade Alimentar e a Agência Portuguesa de Segurança Alimentar, bem como aborve as funções fiscalizadoras das direcções regionais de Agricultura, da Direcção-Geral de Veterinária, do Instituto do Vinho e da Vinha, da Direcção-Geral de Protecção de Culturas e da Direcção-Geral das Pescas, transformando-se na Autoridade de Segurança Alimentar e Económica.